# Chilekolibri
Der Chilekolibri (Sephanoides sephaniodes) ist eine Vogelart aus der Familie der Kolibris (Trochilidae). Die Art kommt auf den Juan-Fernández-Inseln, in Chile und in Argentinien vor. Der Bestand wird von der IUCN als „nicht gefährdet“ (least concern) eingeschätzt.

## Merkmale

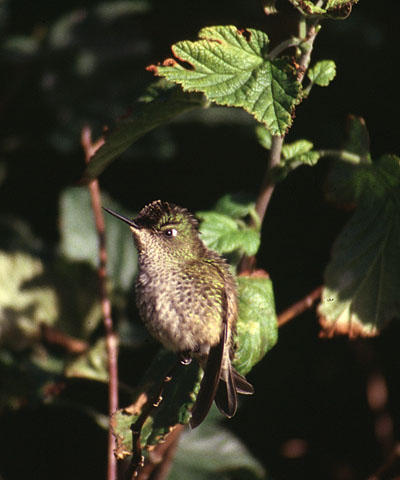
Chilekolibri ♀

Der Chilekolibri erreicht eine Körperlänge von etwa 10 bis 10,5 cm, wobei die Männchen etwa 5,5 g und die Weibchen etwa 5 g wiegen. Die Männchen haben einen geraden schwarzen Schnabel. Der vordere Oberkopf und der Oberkopf schillern markant feurig rot gelb. Die Oberseite ist bronzegrün, die Unterseite blass gelbbraun mit braunschwarzen und grünen Flecken an der Seite. Die Flügel und der Schwanz sind schiefergrün. Weibchen sind ähnlich, haben aber keinen solchen schillernden Oberkopf. Jungvögel haben rostfarbene Säume am Kopf und die Unterseite wirkt eher zimtfarben.

## Verhalten und Ernährung
Ihren Nektar holen Chilekolibris von unterschiedlichen Quellen. Zu den bevorzugten Pflanzen gehören Abutilon, die zu den Silberbaumgewächsen gehörende Gattung Embothrium und Fuchsien. Auf den Juan-Fernández-Inseln nutzen sie sowohl einheimische als auch eingeführte Pflanzen, einschließlich der zu den Korbblütlern gehörenden Gattung Dendroseris und die zu den Eisenkrautgewächsen gehörende Gattung Rhaphithamnus.

## Lautäußerungen
Der Ruf besteht aus einer Reihe von hellklingenden Tönen, in die harsches Trällern sowie piepsige Töne eingestreut werden. Diese klingt wie psi...psi...krrr.ski.ski.ski....psi... oder einzeln wie psi oder ski.

## Fortpflanzung
Die Brutsaison ist von Oktober bis November, gelegentlich auch schon im September. Auf den Juan-Fernández-Inseln wurden bisher nur wenige Nester entdeckt, doch scheint dort die Brutsaison von September bis Dezember zu sein. Das Nest ist sehr klein, kelchartig und hängt gelegentlich über Wasserläufen. Das Gelege besteht aus zwei Eiern.

## Verbreitung und Lebensraum

Verbreitungsgebiet des Chilekolibris

Chilekolibris leben an Waldrändern, an Waldlichtungen und -wiesen, im Dickicht und in Gärten. Gelegentlich sieht man sie in großer Anzahl an blühenden Bäumen wie Eukalypten. So findet man sie in Höhenlagen vom Meeresspiegel bis über 2000 Meter.

## Migration
In den südlichen Regionen Chiles ziehen Chilekolibris auf dem Festland weiter. Dabei überwintern sie in den Tiefebenen Argentiniens. Das Zuggebiet reicht bis in den Osten an der atlantischen Küste in der Provinz Chubut. Die Populationen auf den Juan-Fernández-Inseln werden als Standvögel betrachtet.

## Etymologie und Forschungsgeschichte
René Primevère Lesson und Prosper Garnot beschrieben den Chilekolibri unter dem Namen Orthorhynchus sephaniodes. Als Sammelort gaben sie die Bucht von Concepción an. Im Jahr 1840 führte George Robert Gray die neue Gattung Sephanoides für  Mellisuga Kingii Vigors, 1827 ein, in dem er auf Lessons Namen verweist. Da die Art kurz vorher bereits beschrieben worden war, hat der heutige Name nach den Internationalen Regeln für die Zoologische Nomenklatur Priorität. Dieser Name ist aus den griechischen Wörtern στεφάνη stefánē für „Diadem, Krone“ und -οἶδες -oídes für „ähnelnd“ gebildet. Kingii ist Phillip Parker King (1791–1856) gewidmet.
Adolf Theodor Otto Kleinschmidt (1904–1999) beschrieb 1970 Sephanoides sephaniodes albicans und Sephanoides sephanoides mariannae. Beide Namen gelten heute als Synonyme zur Nominatform. Mit mariannae ehrte er seine Frau Marianne geb. Claus. Albicans leitet sich vom lateinischen albicans, albicantis, albicare, albus für „weißlich, weiß machen, weiß“ ab.